# 예리 루세나
예리 루벤 루세나(Jerry Ruben Lucena, 1980년 8월 11일 ~ )는 덴마크 출생의 필리핀의 전직 축구 선수이자 현 축구 지도자로 선수 시절 포지션은 수비수였다. 현재 에스비에르 fB 유스팀의 수석 코치로 재직 중이며 선수 시절 프로 생활 17년동안 줄곧 덴마크에서만 활동했으며 지도자로 전향한 이후에도 줄곧 덴마크에서만 활동하고 있다.

## 선수 시절

### 클럽
1999년 덴마크 수페르리가 소속팀이자 고향팀인 에스비에르 fB에서 프로에 데뷔하여 2007년까지 팀의 주축 수비수로 활약하며 수페르리가 2003-04 시즌 3위, 2005-06 덴마크컵 준우승 등에 일조했다. 
그 뒤 2007년부터 2012년까지 5년동안 같은 수페르리가 소속팀인 AGF 오르후스에 몸 담으며 2010-11 시즌 덴마크 1. 디비전 우승, 2012-13년 UEFA 유로파리그 진출 등에 기여했고 2012년 에스비에르로 복귀한 이후 2013년 덴마크컵 우승에 중추적인 역할을 수행했으며 2016년 17년간의 현역 생활을 마감했다.

### 국가대표팀
2001년과 2006년 각각 덴마크 U-21 대표팀과 덴마크 리그 11 대표팀에서 4경기를 소화했고 그 뒤 2011년 3월 23일 필리핀 A대표팀 소속으로 팔레스타인과의 2012년 AFC 챌린지컵 예선 A조 2차전에서 국제 A매치 데뷔전을 가졌고 팀은 루세나의 A매치 데뷔전에서 0-0으로 비겼지만 이후 벌어진 방글라데시와의 최종전에서 3-0의 압승을 거두며 2006년 AFC 챌린지컵 이후 6년만에 AFC 챌린지컵 본선 진출에 성공했다. 
이후 2012년 AFF 스즈키컵에 출전하여 팀의 4강 진출에 일조했고 2013년 홈에서 열린 필리핀 피스컵에서 팀의 우승을 맛보았으며 2014년 AFC 챌린지컵 본선에도 참가하여 개최국인 몰디브와의 4강전에서 A매치 데뷔골을 터뜨리며 팀의 AFC 주관 대회 사상 첫 준우승의 기반을 마련했다. 
그 후 홈에서 열린 바레인과의 2018년 FIFA 월드컵 아시아 지역 2차 예선 H조 1차전부터 예멘과의 6차전까지 월드컵 아시아 지역 예선 6경기에 출전하며 필리핀 축구 역사상 월드컵 아시아 지역 예선 최고 성적 및 2019년 AFC 아시안컵 3차 예선 진출에 이바지했으며 예멘과의 6차전을 끝으로 국가대표팀 은퇴를 선언했다.

## 은퇴 이후
선수 은퇴 후 2016년 친정팀인 에스비에르 fB의 유스팀(U-17·U-19)의 수석 코치로 선임된 이후 현재까지도 에스비에르 유스팀의 코치로 왕성하게 활동하고 있다.

## 수상

### 클럽
에스비에르 fB
- 덴마크 수페르리가 : 3위 (2003-04)
- 덴마크컵 : 우승 (2013), 준우승 (2005-06)

### 국가대표팀
필리핀
- 아세안 챔피언십 : 4강 (2012)
- 필리핀 피스컵 : 우승 (2013)
- AFC 챌린지컵 : 준우승 (2014)